# Форт Аламо (фільм, 1960)

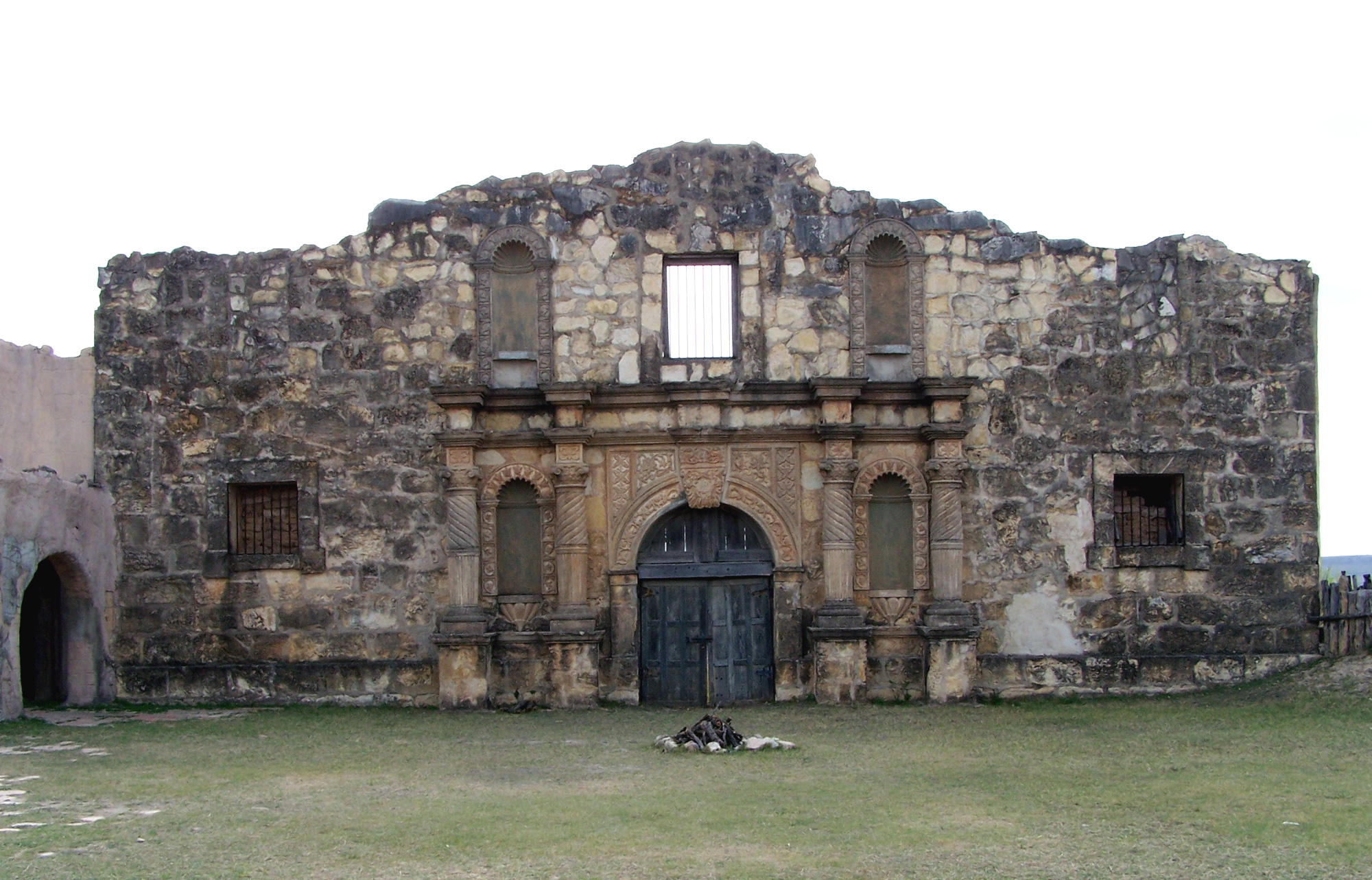
Репліка форту в Село Аламо

«Форт Аламо» (англ. The Alamo) — американський художній фільм 1960 року, історична воєнна драма, режисера Джона Вейна про найвідомішу битву під час війни за незалежність Техасу 23 лютого — 6 березня 1836 року. Фільмування відбувалося на кіноплівці шириною 70 мм.

## Сюжет
У 1836 році нечисленна група з приблизно 200 американських захисників форту Аламо обороняється від навали 7 000 солдатів мексиканських військ генералісимуса Антоніо Лопеса де Санта-Анна. Гарнізоном Аламо командують полковник Вільям Барретт Тревіс, який керує регулярними солдатами, та полковник Джим Бові, який має владу над групою з добровольців. Серед оборонців перебуває також Деві Крокетт, легенда Техасу, який привів у форт невелику групу колег-авантюристів. Між Тревісом та Бові виникають численні непорозуміння, але коли ворожа армія атакує форт, вони обоє об'єднуються у боротьбі проти сильного ворога.

## Ролі виконують
- Джон Вейн — полковник Деві Крокетт
- Річард Відмарк[en] — полковник Джеймс Бові[en]
- Лоуренс Гарві — полковник Вільям Тревіс[en]
- Френкі Авалон — Смітті, наймолодший із захисників Аламо
- Патрік Вейн[en] — капітан Джеймс Бонгем[en]
- Річард Бун — генерал техаської армії Сем Г'юстон
- Джозеф Каллея — капітан техаської армії Хуан Сеґін[en]
- Рубен Падія — генералісимус Антоніо Лопес де Санта-Анна
- Вільям Генрі — лікар Сазерленд

## Навколо фільму
- У кульмінаційних сценах фільму брали участь 7 000 осіб, 1 500 коней та 400 техаських довгорогих[en] корів.
- Знаючи, що Джон Вейн мав проблеми з фінансуванням виробництва фільму, Річард Бун погодився з відмовою від гонорару, якщо Вейн подарує йому гарну куртку з оленячої шкіри, яку він носив як Сем Г'юстон. Вейн радісно погодився.
- Джон Вейн хотів використати у фільмі пісню «Пам'ятайте про Аламо» (Remember the Alamo) у виконанні тріо Кінгстон, яку написала Джейн Баверс[en]. Коли з різних причин прав на пісню не вдалося отримати, композитор Дмитро Тьомкін та Пол Френсіс Вебстер написали для фільму власну пісню — «Зелене листя літа».[1] Версія головної теми Дмитра Тьомкіна «Зелене листя літа» використовується також у фільмі «Безславні виродки» (2009).
- Серед багатьох історичних неточностей у фільмі була загибель полковника Джеймса Бові[en], який насправді помер від туберкульозу і перебував на смертному ложі, поки відбувся фактичний бій.

## Нагороди
- 1960 Премія Національної ради кінокритиків США:
  - за найкращий іноземний фільм[en], номер 2
- 1961 Премія «Оскар» Академії кінематографічних мистецтв і наук (США):
  - за найкращий звук — Гордон Сойєр
- 1961 Премія «Золотий глобус» Голлівудської асоціації іноземної преси:
  - Премія «Золотий глобус» за найкращу музику до фільму — Дмитро Тьомкін
- 1961 Нагорода Національного музею ковбоїв та західної спадщини[en]:
  - Премія «Бронзовий ковбой»[en] — Джеймс Едвард Грант[en] (сценарист); Лоренс Гарві (актор); Річард Відмарк[en] (актор); Джон Вейн (актор)[2][3]